# Aleksandar Janej
Aleksandar Janej (također poznat i kao Aleksandar Janaj; hebrejski: אלכסנדר ינאי), je bio hasmonejski kralj Judeje od 103. pr. Kr. do 76. pr. Kr. Bio je mlađi sin kralja Ivana Hirkana, a prijestolje je naslijedio od brata Aristobula I, za čiju se udovicu Salomu Aleksandru kasnije oženio.
Aleksandrovu vladavinu je s jedne strane obilježila teritorijalna ekspanzija hasmonejske države, pri čemu je Aleksandar koristio trajnu slabost susjedne seleukidske države, dinastijske sukobe u Egiptu te opterećenost Rima unutrašnjim sukobima. S druge je strane i sam Aleksandar svojom politikom - kojom je favorizirao saduceje nasuprot farizeja - izazvao duboko nezadovoljstvo i podjele u narodu, te nakratko izazvao i građanski rat u samoj Judeji. U Talmudu i Kumranskim svicima je opisan kao izuzetno okrutan i tiranski vladar.

## Vanjske poveznice
- Christian Jewelry with Coins of Alexander Yannai (Alexander Jannaeus)
- Leptons and Prutahs of Alexander Jannaeus